# 송주한
송주한(1993년 6월 16일 ~ )은 대한민국의 축구 선수이며 포지션은 풀백이다. 현재 K4리그 춘천시민축구단에서 활약하고 있다.

## 클럽 경력
2014년 대전 시티즌에 입단하였다. 2014 K리그 챌린지 수원 FC와의 개막전에서 데뷔전을 치렀고 4월 5일 강원과의 경기에서 서명원의 골을 어시스트하며 프로 데뷔 후 첫 공격 포인트를 기록하였다.
2015년 7월 2일, 경남의 한의권과 맞트레이드 형식으로 이적하였다.

## 수상

### 클럽

#### 대전 시티즌
- K리그 챌린지 우승 1회 (2014년)

#### 포천 시민축구단
- K3리그 우승 1회 (2017년)